# Londoni Filharmonikus Zenekar

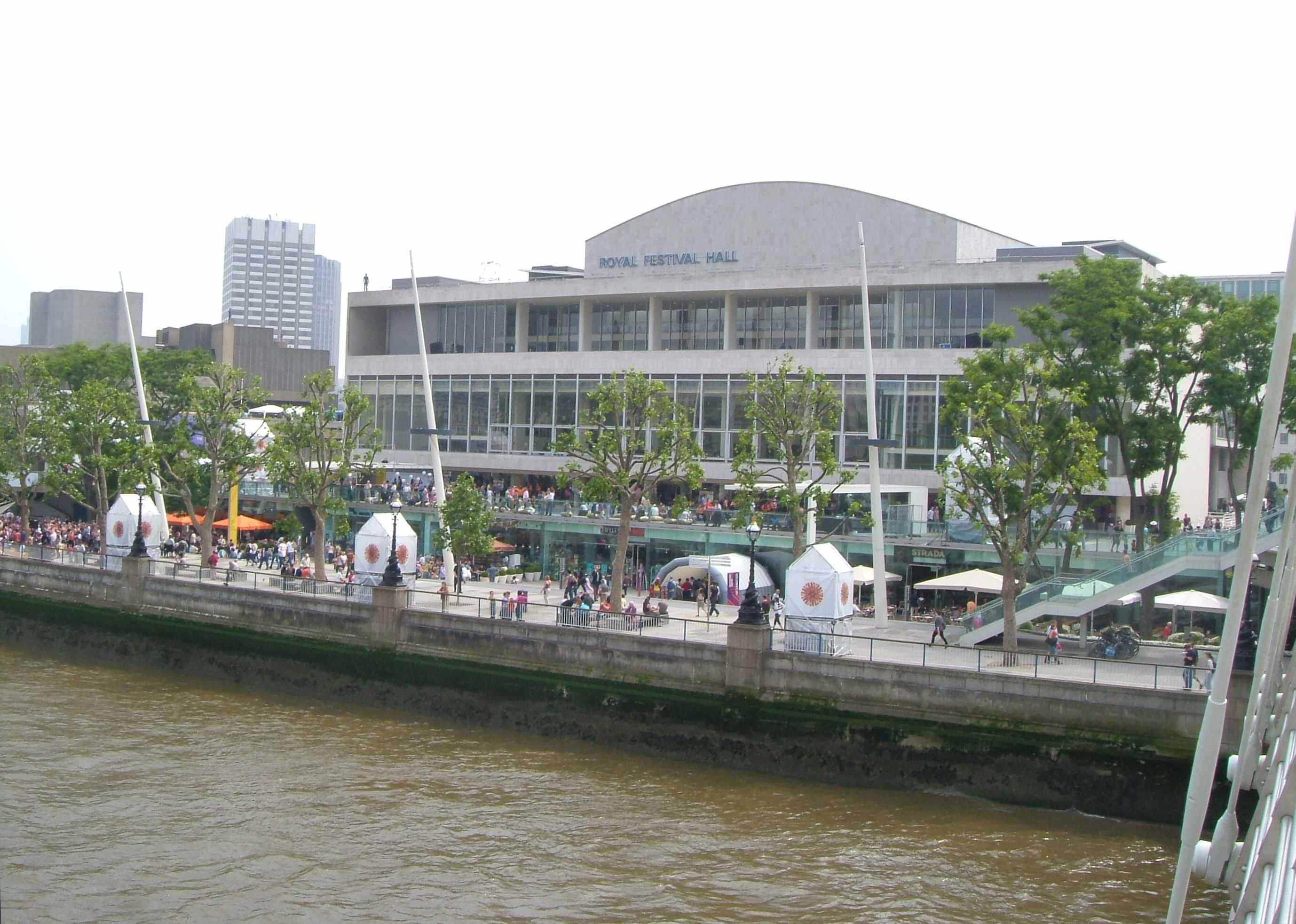
A Royal Festival Hall, London
a zenekar otthona

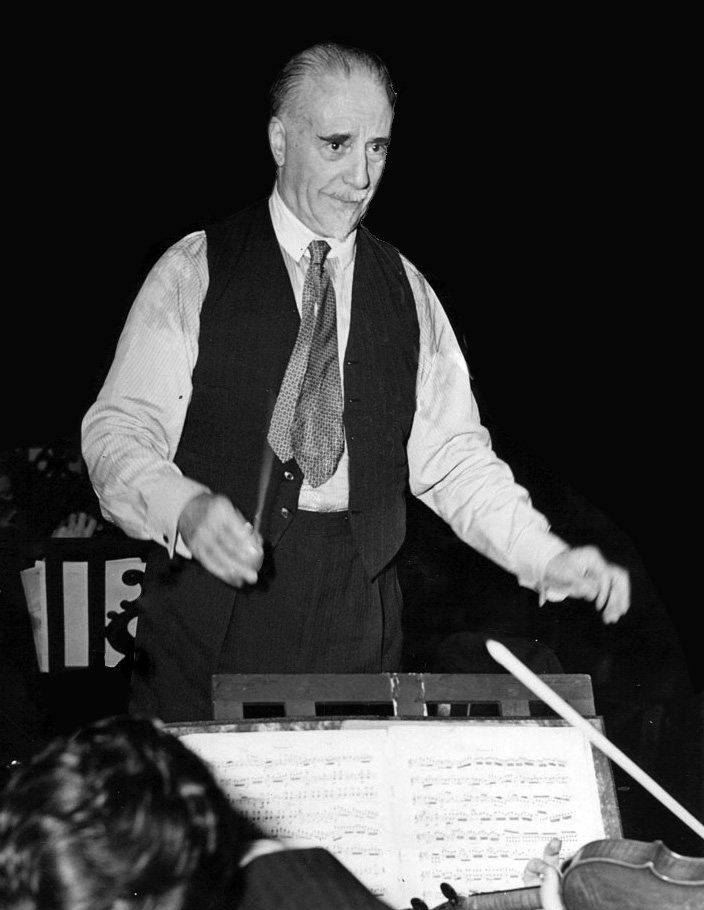
Sir Thomas Beecham
a zenekar alapító karmestere

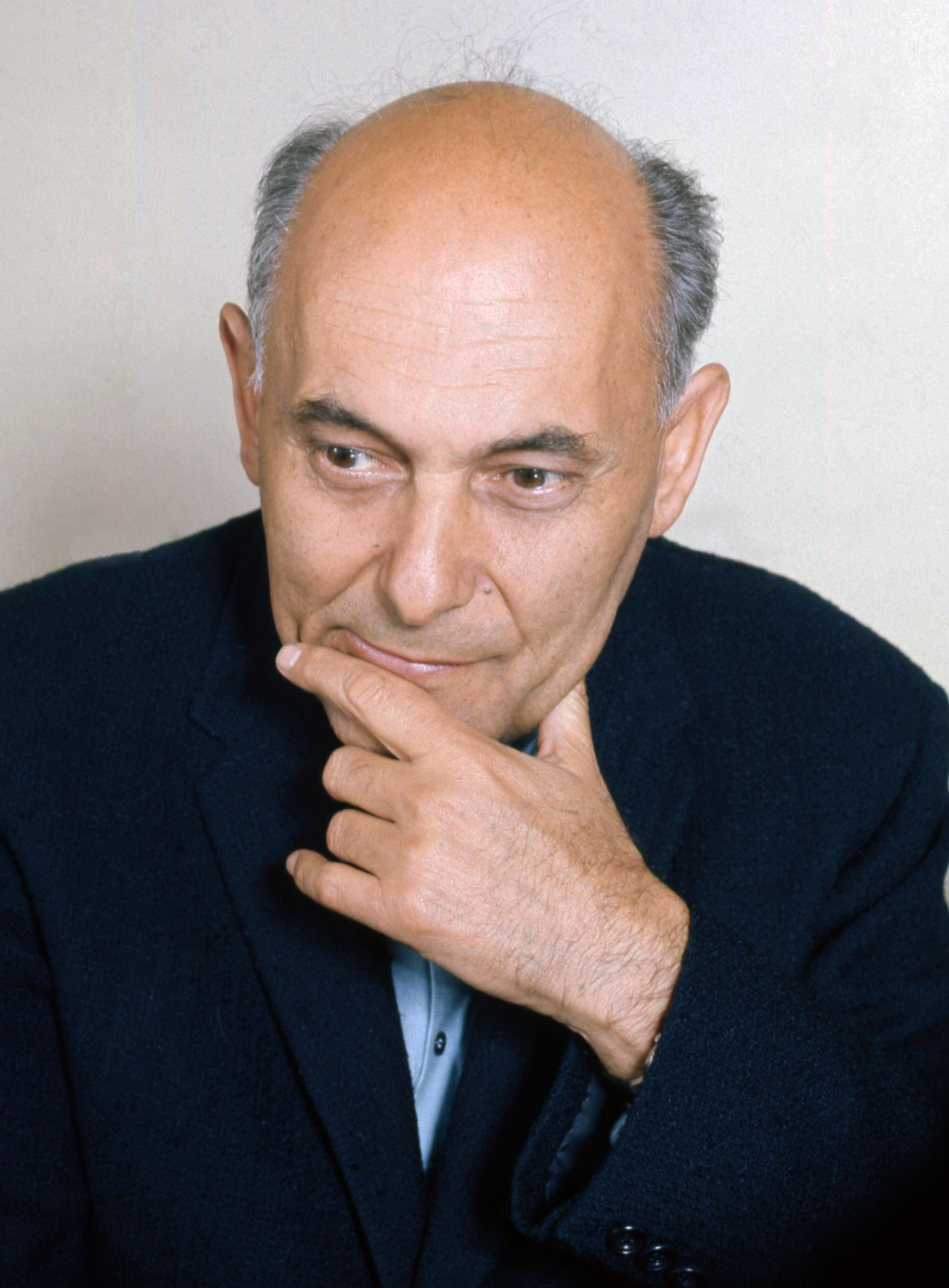
Solti György
1979 és 1983 között a zenekar vezető karmestere

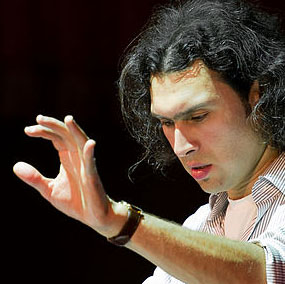
Vladimir Jurowski 2007 óta a zenekar vezető karmestere

A Londoni Filharmonikus Zenekar (London Philharmonic Orchestra) népszerű rövidítéssel (LPO) Egyesült Királyság egyik élvonalbeli szimfonikus zenekara, a londoni Royal Festival Hall állandó zenekara.

## Története

### Alapítás
A Londonban állandó tágokból álló szimfonikus zenekart 1932-ben alapította Sir Thomas Beecham és Sir Malcolm Sargent, részben a már korábban megalakult Londoni Szimfonikus Zenekar  illetve a BBC Szimfonikus Zenekar riválisát.
Az alapítók szándéka egy, az akkor már  Európában és Amerikában állandó tagokkal működő szimfonikus  zenekarokkal egyenlő színvonalú zenekart hozzanak létre. A megítélések szerint 1932 és a második világháború között ezt az elvárást messzemenően kielégítették. A Queen’s Hallban Sir Thomas Beecham  vezényletével 1932 okt. 7-én adott bemutatkozó koncertjükön a közönség a székeken állva tapsolt, a kritikusoktól a legmagasabb elismerést kapták. Megalakulásuktól a Queen's Hall volt rendszeres londoni koncertjeik helyszíne.

### II. világháború
A háborús évek a zenekart súlyos válságba sodorták, London 1941-es bombázása során lerombolt Queen's Hallban a zenekari tagok jelentős része hangszereit elvesztette, ezután a BBC által sugárzott felhívás eredményeképp a zenekar számára adományozott hangszereken tudta folytatni koncertjeit. Miután a BBC Szimfonikus Zenekart Bedfordba telepítették, az együttes átvállalta szerepléseiket, így 1942-től Henry Wood felkérésére léptek fel először a Royal Albert Hallba helyezett Proms koncertjein. A háború kitörésekor a zenekar magán támogatói visszavonták támogatásaikat, ennek eredményeként a zenekar tagjai saját maguk által működtetett zenekarrá szerveződtek, míg viszont a londoni zenekarok száma tovább bővült, 1945-ben  és 1946-ban a legalább olyan magas színvonalú Philharmonia Zenekarral és a Royal Filharmonikus Zenekarral.

### '50-es '60-as évek
1950-ben a BBC-től nyugdíjba került Sir Adrian Boult vette át a zenekar vezetését, s Boult irányítása alatt visszakerült eredeti színvonalára. 1957-ig volt a zenekar vezető karmestere, majd elfogadta a zenekar elnöki címét.
Az 1960-as évekre a zenekar újból elérte az eredeti nívóját, jelentős szerződésnek számított akkor a nyári  Glyndebourne Festivalon való részvételük.

### Henry Wood Hall
A londoni zenekarok egyik állandó gondja volt a megfelelő próbaterem hiánya. 1973-ban az együttes a Londoni Szimfonikus Zenekarral közösen megszerzett egy  Southwark-ban lévő, már nem használt templomot, melyet a felújítás során saját próbatermévé alakított át, a  Henry Wood Hall-á. A kiváló akusztikájú termet, mely mind próbateremként valamint stúdió felvételek számára is elsőrangú, 1975-ben adták át.
1982-ben ünnepelték fennállásuk félévszázados évfordulóját a zenekar akkori vezető karmestere, Solti György vezényletével.

### 21. század
A Londoni Filharmonikus Zenekar a Temze déli partján álló Royal Festival Hall rezidens zenekara, mely a londoni zenei élet főbb koncertjeinek helyszíne, ahol a koncertterem megnyitása, 1951 óta lépnek fel, 1992-től rezidens zenekarként, 1995 óta megosztva ezt a szerepet a Philharmónia Zenekarral. Ezen túlmenően az együttes állandó fellépéseinek színhelye a Congress Theatre Eastbourne és a Brighton Dome, de az országon belül és külföldön is rendszeresen ad koncertet.

## Lemezek
Megalakulásuk óta állandó szerepkörük lemezfelvételeken való részvételük az EMI, Decca Philips, CBS, RCA, Chandos és más lemeztársaságok számára.
A zenekar fennállásának első évtizedében, a ’30-as években, 300-nál is több lemezfelvételt készített. A ’60-as és ’70-es években a Lyrita lemezkiadóval - egy független kiadó, mely a kevésbé ismert  angol repertoár kiadására specializálódott - közösen kiadott lemezeiknek karmestere Sir Adrian Boult volt.
Az LPO lemezei között számos operafelvétel szerepel, ezek egy részét Glyndebourne-ben ill. a londoni Festival Hallban adott élő előadások felvételeiből adták közre, mások a Decca és EMI stúdióiban készültek. A művek skálája korai barokk zenétől, mint Cavalli L'Ormindo (1968-ban készült felvétel), Handel Theodora (1996), ill. állandó repertoár darabokon át,  mint a Così fan tutte (1974), Carmen (1975, 2002) és a Nürnbergi mesterdalnokok  (2011), a huszadik századi zeneművek felvételéig terjed, köztük  Vaughan Williams The Pilgrim's Progress (1972), Sosztakovics Lady Macbeth of Mtsensk (1979) és  Eötvös Péter Love and Other Demons (2008).
2005 óta a zenekar saját lemeztársasága neve alatt - (LPO) - teszi közzé lemezeit, a lemeztársaság főként az együttes élő koncertjeinek felvételeit, ill. az állandó karmesterekkel (Beecham-től Jurowski-ig) készült stúdió felvételek CD-it adja ki.

## Filmzenék
Számos filmzenét készítettek, köztük az Arábiai Lawrence (1962),  Antonius és Cleopátra (1972), Jézus Krisztus szupersztár (1973), Evita (1976) filmzenéjét, de a Gyűrűk ura trilógia Oscar-díjas filmzenéjét is ők játszották, és őket kérték fel a 2012-es londoni olimpia idején a részt vevő országok himnuszainak felvételére is, ezek a felvételek hangzottak el a 2016-os olimpiai játékokon is Rio de Janeiro-ban.

## Karmesterek

### Vezető karmesterek
- Sir Thomas Beecham, (1932) a zenekar alapító karmestere
- Eduard van Beinum (1947–1950)
- Sir Adrian Boult (1950-1957)
- William Steinberg (1958-1960)
- John Pritchard (1962-1967)
- Bernard Haitink  (1967–1979)
- Solti György  (1979–1983)
- Franz Welser-Möst  (1990–1996)
- Kurt Masur  (2000-2007)
- Vladimir Jurowski  (2007-

### Vendégkarmesterek
Számos világhírű karmester közül csak néhányat említve:
Bruno Walter, John Barbirolli,  Serge Koussevitzky,  Széll György, Fritz Busch, Igor Stravinsky, Furtwängler, Victor de Sabata, Sergiu Celibidache, Sir Adrian Boult, Daniel Barenboim, Erich Leinsdorf,  Carlo Maria Giulini, Eugen Jochum, Riccardo Chailly, Klaus Tennsted, Riccardo Muti, Simon Rattle, Paul Kletzki, Jean Martinon, Hans Schmidt-Isserstedt, Solti György, Walter Susskind, Vaughan Williams, Eugen Jochum.

## Külső hivatkozások
- Londoni Filharmonikus Zenekar hivatalos honlapja
- Londoni Filharmonikus Zenekar ALLMUSIC honlapján

## Fordítás
Ez a szócikk részben vagy egészben  a   London Philharmonic Orchestra című angol Wikipédia-szócikk ezen változatának fordításán alapul.  Az eredeti cikk szerkesztőit annak laptörténete sorolja fel. Ez a jelzés csupán a megfogalmazás eredetét és a szerzői jogokat jelzi, nem szolgál a cikkben szereplő információk forrásmegjelöléseként.